# Latigo
Latigo (Originaltitel: Support Your Local Gunfighter) ist eine US-amerikanische Western-Komödie des Regisseurs Burt Kennedy.

## Inhalt
Die gesamte Handlung spielt in der fiktiven Goldgräberstadt Purgatory („Fegefeuer“). Dorthin verschlägt es den Glücksspieler Latigo Smith auf seiner Flucht vor der heiratswütigen Goldie.
In der Stadt bekriegen sich die beiden Minenbesitzer Taylor Barton und Colonel Ames und greifen dabei offenbar auch zu unfairen Methoden. Beide arbeiten sich – von zwei Seiten – an eine Goldader heran, die sich mitten unter der Stadt befindet.
Als Latigo in der Stadt auftaucht, geht Taylor Barton irrtümlich davon aus, Latigo sei der berüchtigte und gefährliche Revolverheld Swifty Morgan, und er versucht, ihn mit 5.000 Dollar anzuwerben.
Latigo Smith ist kein besonders erfolgreicher Glücksspieler, und daher setzt er beim Roulette seine gesamte Barschaft immer auf die Nummer 23. Die Spielsituationen werden als Running Gag des Films eingesetzt. Nachdem er auf diese Weise sein gesamtes Geld verloren hat, geht er auf das Angebot ein, erklärt aber seinen neuen Freund Jug May nun zum Revolverhelden Swifty Morgan.
Latigo und May waren enger miteinander bekannt geworden, als die Tochter von Barton, Bambi (im Original Patience), auf die beiden geschossen hatte.
Inzwischen wird jedoch der echte Swifty Morgan von Colonel Ames in die Stadt beordert, und es kommt zum Showdown. Latigo stellt sich mit einem gestohlenen Maultier – vollgepackt mit Dynamit – dem Revolverhelden entgegen. Erschreckt durch eine der üblichen Sprengungen unter der Stadt, schießt sich jedoch der Revolverheld in den eigenen Fuß, und Latigo reitet auf seinem scheuenden Reittier in den Saloon, der explodiert. Zufällig wird dadurch die von allen gesuchte Hauptader freigelegt.
Latigo überlebt und hat nichts Besseres zu tun, als wieder einmal alles auf die Nummer 23 beim Roulette zu setzen. Er gewinnt diesmal, sprengt damit die Bank und heiratet Patience Barton.

## Kritiken
- Roger Ebert, Chicago Sun-Times, 16. Juni 1971:

„Ein oder zwei Charakter-Schauspieler, gut. Auch drei oder vier. Warum nicht?. Aber „Support Your Local Gunfighter“, die vielleicht schlechteste Western-Filmkomödie neuerer Zeit, ersäuft geradezu in Charakter-Schauspielern, von denen jeder nur seinen kleinen Teil tut.“
- Cinema (Zeitschrift): „Außer James Garners wahrlich beachtlichen Koteletten hat der Schlappschuss wenig zu bieten.“

- Joe Hembus merkt an, der Film sei eine Art Fortsetzung von Auch ein Sheriff braucht mal Hilfe und sei „fast genauso erheiternd wie dieser“.[1]

- Phil Hardy bezeichnet den Film als „urkomisch“, Elams Schauspielerleistung sei „überragend“.[2]

## Hintergründe
Nach dem erfolgreichen Film Auch ein Sheriff braucht mal Hilfe (OT: Support Your Local Sheriff) aus dem Jahr 1968 weist Latigo (OT: Support Your Local Gunfighter) nicht nur im Originaltitel, sondern auch in Drehbuch, Kernstory und Besetzung Ähnlichkeiten auf, so dass fast schon eine Neuverfilmung vorliegt. Den Hauptunterschied zwischen beiden Filmen macht die Ausrichtung der Hauptperson aus. Spielt James Garner in Auch ein Sheriff braucht mal Hilfe einen seriösen Pionier auf der Durchreise, erinnert seine Rolle in Latigo eher an seine frühere Besetzung als unseriöser Spieler in der Fernsehserie Maverick von 1957 bis 1962.